# Campeonato Mundial de Atletismo de 2017 - Lançamento de martelo masculino
A competição do lançamento de martelo masculino no Campeonato Mundial de Atletismo de 2017 foi realizada no Estádio Olímpico de Londres nos dias 9 e 11 de agosto. Paweł Fajdek da Polônia levou a medalha de ouro. 

## Recordes
Antes da competição, os recordes eram os seguintes:
| Recorde mundial                               | Yuriy Sedykh (URS)     | 86.74 | Estugarda, Alemanha Ocidental | 20 de agosto de 1986  |
| Recorde do campeonato                         | Ivan Tsikhan (BLR)     | 83.63 | Osaka, Japão                  | 27 de agosto de 2007  |
| Recorde do ano                                | Paweł Fajdek (POL)     | 83.44 | Ostrava, República Checa      | 27 de junho de 2017   |
| Recorde africano                              | Mostafa Al-Gamel (EGY) | 81.27 | Cairo, Egito                  | 21 de março de 2014   |
| Recorde asiático                              | Koji Murofushi (JPN)   | 84.86 | Praga, República Checa        | 29 de junho de 2003   |
| Recorde da América do Norte, Central e Caribe | Lance Deal (USA)       | 82.52 | Milão, Itália                 | 7 de setembro de 1996 |
| Recorde da América do Sul                     | Wagner Domingos (BRA)  | 78.63 | Celje, Eslovênia              | 19 de junho de 2016   |
| Recorde europeu                               | Yuriy Sedykh (URS)     | 86.74 | Estugarda, Alemanha Ocidental | 20 de agosto de 1986  |
| Recorde da Oceania                            | Stuart Rendell (AUS)   | 79.29 | Varaždin, Croácia             | 6 de julho de 2002    |

## Medalhistas
| Ouro               | Prata           | Bronze                 |
| Paweł Fajdek (POL) | Valeriy Pronkin | Wojciech Nowicki (POL) |

## Tempo de qualificação
| Tempo de qualificação |
| --------------------- |
| 76.00 metros          |

## Calendário
| Data                 | Horário | Fase         |
| -------------------- | ------- | ------------ |
| 9 de agosto de 2017  | 19:20   | Qualificação |
| 11 de agosto de 2017 | 20:30   | Final        |

Todos os horários estão no horário local (UTC+1)

## Resultados

### Qualificação
Qualificação: 75,50 m (Q) ou as doze melhores performances (q) 
| Pos. | Grupo | Atleta                 | Nacionalidade               | Tentativa | Tentativa | Tentativa | Marca | Notas |
| Pos. | Grupo | Atleta                 | Nacionalidade               | 1         | 2         | 3         | Marca | Notas |
| ---- | ----- | ---------------------- | --------------------------- | --------- | --------- | --------- | ----- | ----- |
| 1    | B     | Wojciech Nowicki       | Polónia                     | 76.85     |           |           | 76.85 | Q     |
| 2    | A     | Paweł Fajdek           | Polónia                     | 71.43     | 76.82     |           | 76.82 | Q     |
| 3    | A     | Quentin Bigot          | França                      | 76.11     |           |           | 76.11 | Q     |
| 4    | A     | Pavel Bareisha         | Bielorrússia                | x         | 74.07     | 75.98     | 75.98 | Q     |
| 5    | A     | Bence Halász           | Hungria                     | 75.56     |           |           | 75.56 | Q     |
| 6    | A     | Dilshod Nazarov        | Tajiquistão                 | x         | 75.54     |           | 75.54 | Q     |
| 7    | A     | Nick Miller            | Grã-Bretanha                | 75.52     |           |           | 75.52 | Q     |
| 8    | A     | Aleksei Sokirskiy      | Atletas Neutros Autorizados | 75.50     |           |           | 75.50 | Q     |
| 9    | B     | Serghei Marghiev       | Moldávia                    | 75.18     | 73.41     | 74.96     | 75.18 | q     |
| 10   | B     | Valeriy Pronkin        | Atletas Neutros Autorizados | 74.11     | 73.75     | 75.09     | 75.09 | q     |
| 11   | A     | Özkan Baltacı          | Turquia                     | 74.69     | 74.16     | 74.46     | 74.69 | q     |
| 12   | A     | Marco Lingua           | Itália                      | 74.41     | x         | x         | 74.41 | q     |
| 13   | B     | Marcel Lomnický        | Eslováquia                  | 74.26     | 73.35     | x         | 74.26 |       |
| 14   | B     | Krisztián Pars         | Hungria                     | 74.08     | x         | 73.36     | 74.08 |       |
| 15   | A     | David Söderberg        | Finlândia                   | 73.76     | x         | x         | 73.76 |       |
| 16   | B     | Eşref Apak             | Turquia                     | 73.55     | x         | x         | 73.55 |       |
| 17   | A     | Sergey Litvinov        | Atletas Neutros Autorizados | 73.32     | 73.48     | 73.36     | 73.48 |       |
| 18   | B     | Zakhar Makhrosenka     | Bielorrússia                | x         | 72.58     | x         | 72.58 |       |
| 19   | A     | Allan Wolski           | Brasil                      | x         | x         | 72.51     | 72.51 |       |
| 20   | B     | Alex Young             | Estados Unidos              | x         | 72.07     | 70.93     | 72.07 |       |
| 21   | B     | Chris Bennett          | Grã-Bretanha                | x         | 72.05     | 69.12     | 72.05 |       |
| 22   | B     | Siarhei Kalamoyets     | Bielorrússia                | 71.90     | 68.97     | x         | 71.90 |       |
| 23   | B     | Ashraf Amgad Elseify   | Catar                       | 71.87     | x         | 71.00     | 71.87 |       |
| 24   | B     | Wagner Domingos        | Brasil                      | x         | 69.59     | 71.69     | 71.69 |       |
| 25   | A     | Serhii Reheda          | Ucrânia                     | 70.03     | 71.10     | 71.53     | 71.53 |       |
| 26   | B     | Diego del Real         | México                      | 68.10     | 70.72     | 71.29     | 71.29 |       |
| 27   | A     | Hilmar Örn Jónsson     | Islândia                    | 71.12     | x         | x         | 71.12 |       |
| 28   | B     | Mihail Anastasakis     | Grécia                      | 70.94     | 70.93     | 69.95     | 70.94 |       |
| 29   | A     | Mohamed Mahmoud Hassan | Egito                       | x         | x         | 69.92     | 69.92 |       |
| 30   | B     | Simone Falloni         | Itália                      | x         | 69.90     | x         | 69.90 |       |
| 31   | A     | Rudy Winkler           | Estados Unidos              | 68.77     | x         | 68.88     | 68.88 |       |
| 32   | B     | Kibwé Johnson          | Estados Unidos              | 68.86     | x         | 68.81     | 68.86 |       |

### Final
A final da prova ocorreu dia 11 de agosto às 20:30. 
| Pos.              | Atleta            | Nacionalidade               | Tentativa | Tentativa | Tentativa | Tentativa | Tentativa | Tentativa | Marca | Notas                |
| Pos.              | Atleta            | Nacionalidade               | 1         | 2         | 3         | 4         | 5         | 6         | Marca | Notas                |
| ----------------- | ----------------- | --------------------------- | --------- | --------- | --------- | --------- | --------- | --------- | ----- | -------------------- |
| Medalha de ouro   | Paweł Fajdek      | Polónia                     | x         | 77.09     | 79.73     | 79.81     | 79.40     | x         | 79.81 |                      |
| Medalha de prata  | Valeriy Pronkin   | Atletas Neutros Autorizados | 77.00     | 77.20     | 75.71     | 76.25     | 77.98     | 78.16     | 78.16 |                      |
| Medalha de bronze | Wojciech Nowicki  | Polónia                     | 76.36     | 76.54     | 78.03     | 76.19     | x         | x         | 78.03 |                      |
| 4                 | Quentin Bigot     | França                      | 77.05     | 76.26     | 77.46     | 77.67     | x         | 76.87     | 77.67 |                      |
| 5                 | Aleksei Sokirskiy | Atletas Neutros Autorizados | 76.22     | 77.50     | 77.15     | x         | x         | x         | 77.50 | Recorde da temporada |
| 6                 | Nick Miller       | Grã-Bretanha                | x         | 75.78     | 77.31     | x         | 76.16     | x         | 77.31 |                      |
| 7                 | Dilshod Nazarov   | Tajiquistão                 | 76.33     | 77.22     | 75.36     | 76.01     | 77.14     | 74.91     | 77.22 |                      |
| 8                 | Serghei Marghiev  | Moldávia                    | 75.40     | 75.87     | 75.80     | 75.85     | 74.57     | x         | 75.87 |                      |
| 9                 | Pavel Bareisha    | Bielorrússia                | 74.35     | 75.86     | x         |           |           |           | 75.86 |                      |
| 10                | Marco Lingua      | Itália                      | 69.64     | 75.13     | x         |           |           |           | 75.13 |                      |
| 11                | Bence Halász      | Hungria                     | 70.89     | x         | 74.45     |           |           |           | 74.45 |                      |
| 12                | Özkan Baltacı     | Turquia                     | 73.17     | 72.90     | 74.39     |           |           |           | 74.39 |                      |

Legenda
| Recorde mundial       | Recorde mundial (World record)               |                       | Recorde africano                      | Recorde africano (African) |                                           | Q | Classificado por posição (Qualified) |
| Recorde do campeonato | Recorde do campeonato (Championship record)  | Recorde da América    | Recorde da América (Americas)         | q                          | Classificado por melhor tempo (Qualified) |   |                                      |
| Melhor marca do ano   | Melhor marca do ano (World leading)          | Recorde asiático      | Recorde asiático (Asian)              | DNS                        | Não largou (Did not start)                |   |                                      |
| Recorde nacional      | Recorde nacional (National record)           | Recorde europeu       | Recorde europeu (European)            | DNF                        | Não terminou (Did not finish)             |   |                                      |
| Recorde pessoal       | Recorde pessoal do atleta (Personal best)    | Recorde da Oceania    | Recorde da Oceania (Oceania)          | DSQ / DQ                   | Desclassificado (Disqualified)            |   |                                      |
| Recorde da temporada  | Recorde da temporada do atleta (Season best) | Recorde sul-americano | Recorde sul-americano (South America) | NM                         | Sem marca (No mark)                       |   |                                      |